# Mohelka
Mohelka je říčka v Libereckém a Středočeském kraji, pravostranný přítok řeky Jizery. Délka toku činí 41,6 km. Plocha povodí měří 176,5 km². Šířka toku dosahuje 4-6 metrů.

## Průběh toku
Říčka pramení v nadmořské výšce 570 m v Kokoníně, jež je místní částí Jablonce nad Nisou. Nejprve proudí k jihozápadu, protéká Rychnovem u Jablonce nad Nisou. Odtud teče na západ až k soutoku s Jeřmanickým potokem, který se nachází u obce Rádlo. Dále říčka pokračuje jižním směrem, protéká Hodkovicemi nad Mohelkou. U Sychrova se velkými oblouky postupně obrací na západ. Tento směr si ponechává až k soutoku s Ještědkou, která je jejím největším přítokem. Dále říčka směřuje na jih k obci Chocnějovice, která se nachází východně od jejího údolí. Níže po proudu protéká Mohelnicí nad Jizerou, pod níž se vlévá zprava do Jizery na jejím 61,6 říčním kilometru v nadmořské výšce 219,7 m. Severně od železniční stanice Sychrov se přes tok Mohelky klene Sychrovský viadukt, který byl postaven v letech 1857–1859. Je součástí pardubicko–liberecké dráhy a vyznačuje se v ČR ojedinělým uspořádáním oblouků ve dvou řadách nad sebou, připomínající stavby římských akvaduktů. Sychrovský viadukt byl vyhlášen technickou památkou.

## Jezy

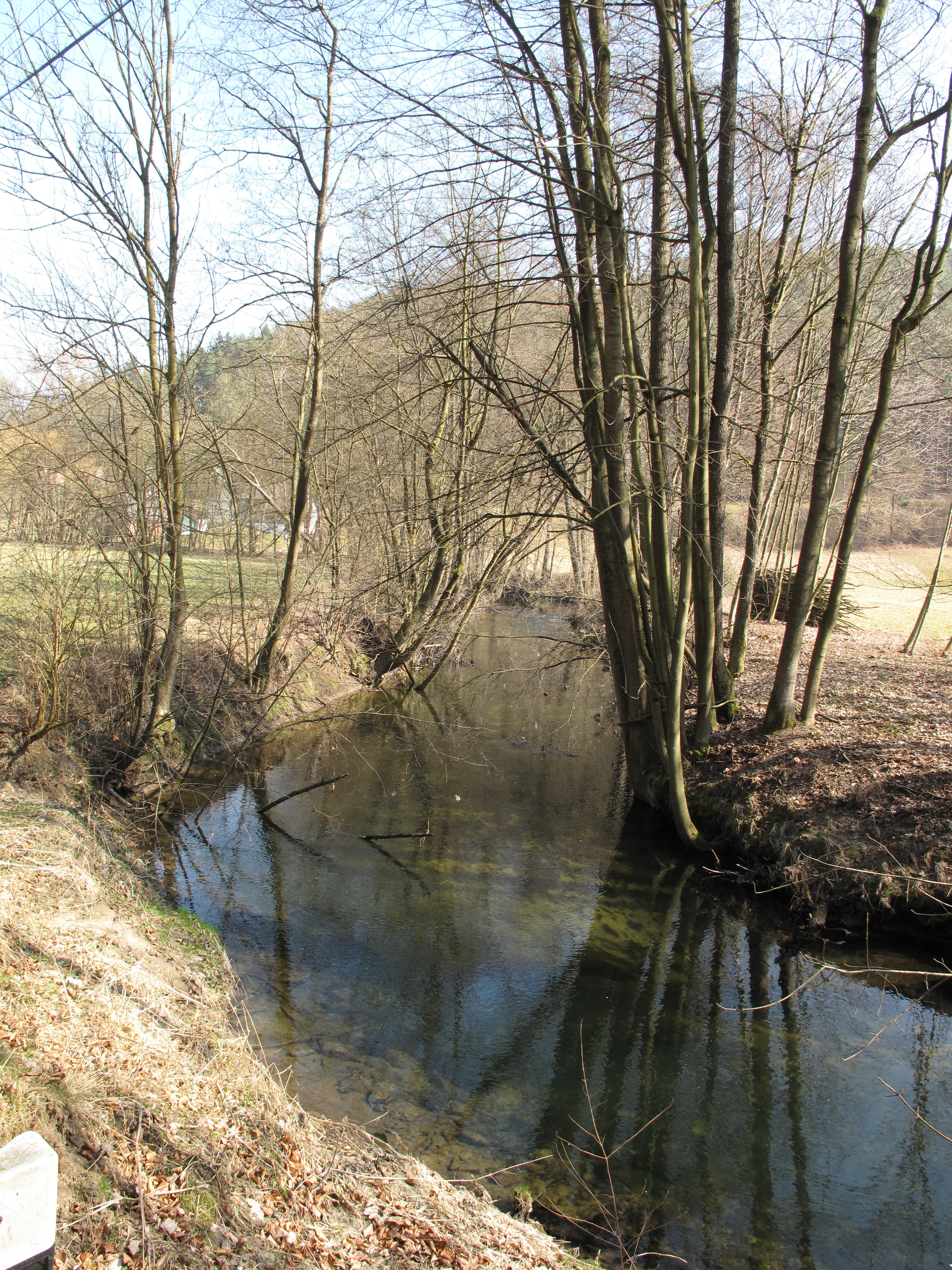
Mohelka v Buřínsku

- Radostín (1,0 m)
- Sychrov (0,7 m)
- Klamorna (0,6 m)
- Sedlišťka (0,5 m)
- Trávníček (1,0 m)
- Letařovice (1,0 m)
- Libíč (1,2 m)
- Janovice
- Podhora (1,5 m)
- Chlístov (1,2 m)
- Podhora – elektrárna (1,2 m)
- Chocnějovice (2,0 m)
- Mohelnice (0,8 m)
- Mohelnice – v obci (0,4 m)

### Větší přítoky
- levé – Bezděčínský potok
- pravé – Jeřmanický potok, Oharka, Ještědka, Malá Mohelka

## Vodní režim
Průměrný průtok u ústí činí 1,82 m³/s.

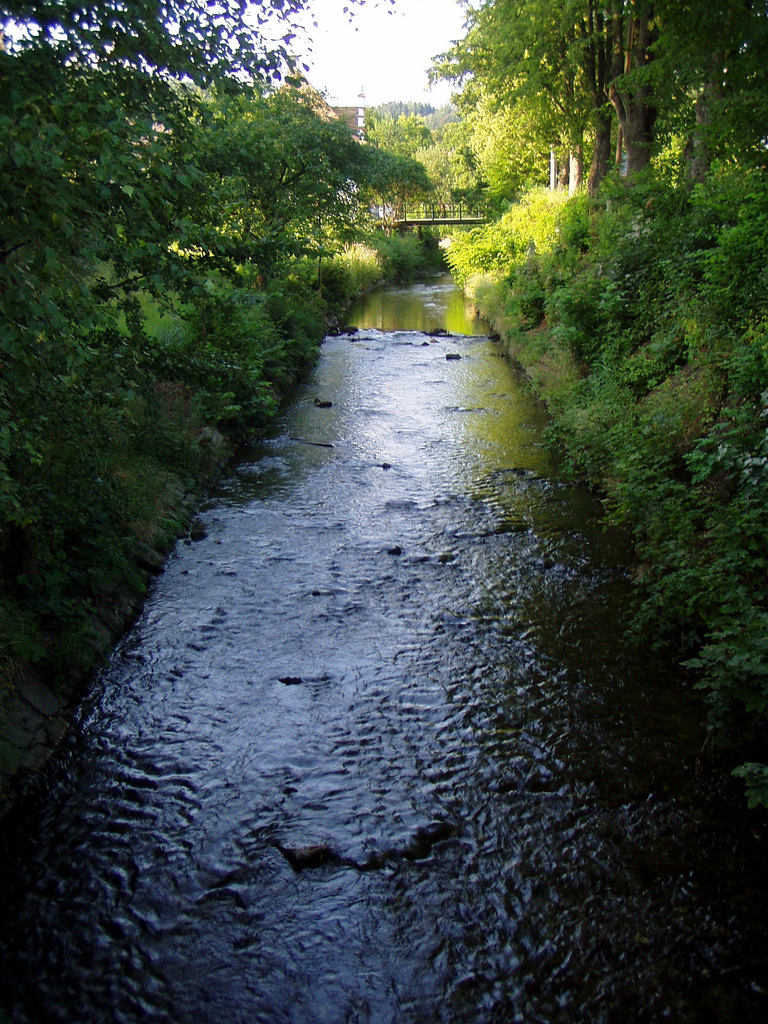
Mohelka u Hodkovic n. M.

Hlásný profil:
| místo                  | říční km | plocha povodí | průměrný průtok | stoletá voda |
| ---------------------- | -------- | ------------- | --------------- | ------------ |
| Hodkovice nad Mohelkou | 29,50    | 35,39 km²     | 0,52 m³/s       | 41,2 m³/s    |

## Mlýny
- Beranův mlýn – Vlastibořice, okres Liberec, kulturní památka

## Význam
Jde o významný vodní tok s pstruhovou vodou, zčásti přirozeného charakteru, v zastavěných územích částečně regulovaný, protékajícím výrazným údolím se zalesněnými svahy. Voda je čistá a je zde uváděn výskyt mihule potoční a vydry.